# Rocky IV

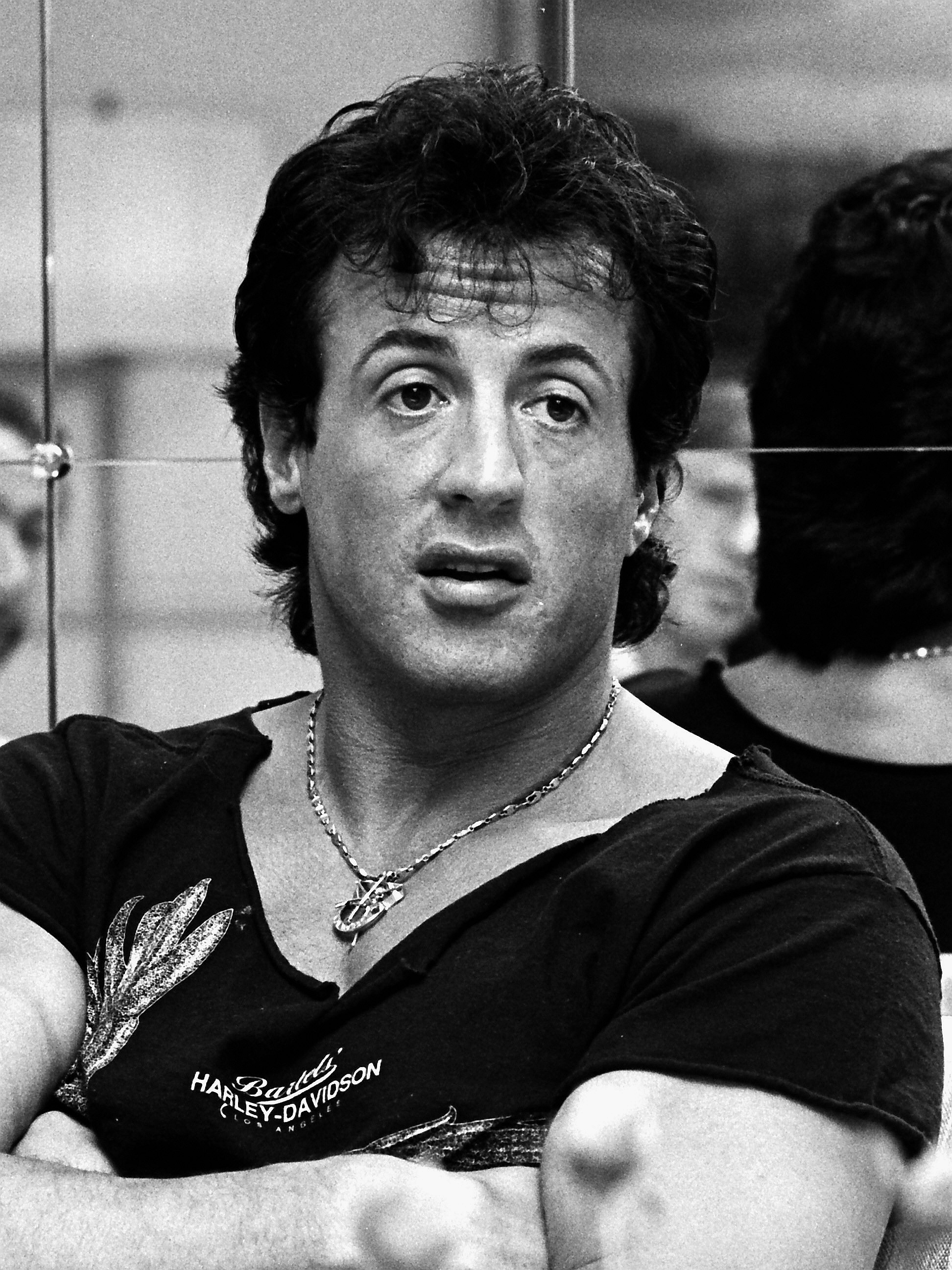
Sylvester Stallone, actor y creador de Rocky.

Rocky IV es una película estadounidense de drama de 1985, la cuarta de la franquicia Rocky. Es la más taquillera de la serie cinematográfica de Rocky Balboa y, asimismo, la más propagandista en el marco de la Guerra Fría, conflicto global que enfrentó a 
los Estados Unidos de América y a la Unión Soviética en una colosal confrontación histórica en el momento de mayor desarrollo tecnológico de la civilización.
La historia sigue a Rocky Balboa (Sylvester Stallone), quien planea retirarse del boxeo tras recuperar su título frente a Clubber Lang en Rocky III. Sin embargo, la nueva revelación de la Unión Soviética, Iván Drago (Dolph Lundgren), empieza a emerger como el más firme aspirante a disputarle el título.
El filme cuenta con la participación especial de James Brown.

## Argumento
Después de los eventos de Rocky III, Rocky Balboa cumple su palabra de tener una pelea de entrenamiento con Apollo Creed. Desde ese momento pasan cinco años; Rocky llega tarde a su casa para festejar el cumpleaños de Paulie y le dan de regalo un robot, más tarde Rocky festeja con Adrianne su aniversario de matrimonio de forma anticipada y le regala una pulsera reloj de oro y diamantes.
Mientras tanto, Iván Drago, un boxeador soviético de 1.96 m y 118 kg, llega a los Estados Unidos con su esposa Ludmilla, y un equipo de entrenadores de la Unión Soviética y Cuba. Su entrenador, Nicolai Koloff toma cada oportunidad para promover la destreza atlética de Drago como una muestra de la superioridad soviética. Rocky no muestra interés alguno en participar en algún combate con el soviético, pero motivado por el patriotismo y un innato deseo de probarse a sí mismo, Apollo Creed desafía a Drago a una pelea de exhibición. Rocky se muestra en contra de la decisión de Apollo ya que lleva cinco años retirado del boxeo y está sin ritmo de competición, aunque todo esto se debió principalmente a que Apollo, que ya no era joven y vigoroso como antes, temía ser olvidado por la gente, por lo que le pide a su amigo que lo acompañe en esta decisión. Durante la conferencia de prensa con respecto a la pelea, se suelta la hostilidad entre Apollo y Drago, en especial cuando Ludmilla hace énfasis en la edad de Apollo lo cual lo hace enojar. La exhibición toma lugar en el MGM Grand Hotel en Las Vegas. Apollo regresa al cuadrilátero con una entrada exageradamente patriota con James Brown cantando Living in America (en español: Viviendo en América) con bailarinas incluidas. Después de que el réferi diera a indicar las reglas, Apollo hizo el saludo de guantes con Drago de forma ruda pero al sentir la firmeza de sus brazos al golpearlos, quedó perplejo.
La pelea inicia con calma con Apollo mostrando su buen juego de piernas y dando algunos puñetazos que no parecen afectar al soviético, mientras éste aguarda su posición. Pero pronto se vuelve serio cuando Drago empieza a responder con un efecto devastador en sus golpes, dándole una golpiza. Al final del primer asalto, Rocky y el entrenador de Apollo, Duke, le piden que se rinda, pero Apollo, pese a la paliza que está recibiendo, se niega a hacerlo y le dice a Rocky que pase lo que pase no detenga la pelea. Apollo sale más decidido en el segundo asalto, pero Drago arremete contra éste con ferocidad, y a pesar de que Duke suplica que tire la toalla, Rocky, de mala gana, honra el deseo de Apollo. Finalmente, Drago lanza un golpe certero que hace que, Apollo cayese al suelo y se convulsione. Tras la pelea, se declara a Drago como ganador a pesar del suceso y mientras que Drago muestra una ausencia de remordimiento comentando a los medios: "Si se muere... se muere" ("If he dies... he dies", en español latino: "Está muerto, es inútil"), se ve a Apollo que yacía muerto en brazos de Rocky, mientras este lo mira fijamente en el rostro de Drago. Durante el funeral de Apollo, Rocky decide dejar el cinturón de campeón mundial en las flores diciendo que Apollo seguirá siendo el mejor.
Enfurecido por la frialdad de Drago y sintiendo una profunda culpa, Rocky decide vengar la muerte de Apollo (como lo hacen los deportistas) en el ring, aceptando pelear contra Drago en la URSS el día de Navidad en una pelea de quince asaltos sin el título en juego. Él viaja a la Unión Soviética sin Adrianne, preparando su base de entrenamiento en Krasnogorsk en compañía de Duke y su cuñado Paulie. Para prepararse para la lucha, Drago utiliza equipo de alta tecnología, inyección de esteroides con un equipo de entrenadores y doctores monitoreando cada movimiento. Rocky por el otro lado, levanta enormes troncos, corta árboles, tira de un trineo sobrecargado, trota encima de la pesada nieve en traicioneras y frías condiciones y escala montañas. Adrianne llega inesperadamente para apoyar a Rocky después de inicialmente negarse a viajar con él debido a sus miedos de que termine siendo asesinado como Apollo. Su presencia incrementa el enfoque de Rocky y mejora su entrenamiento.
Drago es presentado con una ceremonia patriótica y elaborada donde suena el himno de la Unión Soviética, que pone a la multitud totalmente apoyando a Drago y en contra de Rocky. En contraste a su pelea con Apollo, Drago inmediatamente va a la ofensiva y Rocky recibe una fuerte paliza. En el segundo asalto  Rocky vuelve a recibir una golpiza, pero sobre el final éste se recupera: conecta un poderoso derechazo que le causa un corte en el ojo izquierdo a Drago y además silencia al público, y hace que Rocky continúe golpeando a Drago incluso después de la campana. Mientras Duke y Paulie aplauden a Rocky por su heroísmo, le recuerdan que Drago no es una máquina, sino un hombre. Irónicamente, Drago comenta que Rocky «no es humano, es como un bloque de hierro» con su propio equipo reprimiéndolo por ser «débil» en comparación al «pequeño americano». En este punto, Drago empieza a darse cuenta de que Rocky es más fuerte de lo que pensaba.
Los dos boxeadores siguen su batalla en las próximas rondas, con Rocky preservando su posición a pesar de los poderosos puños de Drago. Su resistencia hace que el público soviético previamente hostil lo empiece a apoyar, lo que molesta a Drago al punto de que empuja a Koloff fuera del cuadrilátero por reprimirlo por su actuación en la pelea. Durante el último asalto, Rocky sorprende al público dejándose golpear por Drago, provocándolo y demostrando lo que es capaz de hacer si se tiene voluntad. Finalmente acaba ganando por nocaut para sorpresa de los miembros del politburó soviético observando la pelea. Un sangriento y cansado Rocky da un discurso de victoria, reconociendo como el desdén del público pasó a ser respeto. Él lo compara por la animosidad entre los soviéticos y los estadounidenses, dice que ver a él y Drago pelear era «mejor que 20 millones», implicando la guerra entre los dos países. Rocky finalmente declara: «Si puedo cambiar, ustedes pueden cambiar, ¡todos podemos cambiar!». El secretario general soviético se para y aplaude a Rocky, y los demás hacen lo mismo. Rocky finaliza su discurso al desearle a su hijo una Feliz Navidad, y tira sus brazos en el aire en victoria mientras el público aplaude.

## Reparto
| Actor              | Personaje                           | Notas         |
| ------------------ | ----------------------------------- | ------------- |
| Sylvester Stallone | Rocky Balboa "The Italian Stallion" |               |
| Talia Shire        | Adrianna Pennino Balboa             |               |
| Burt Young         | Paulie Pennino                      |               |
| Carl Weathers      | Apollo Creed                        |               |
| Brigitte Nielsen   | Ludmilla Vobet Drago                |               |
| Dolph Lundgren     | Capitán Ivan Drago                  |               |
| Tony Burton        | Tony "Duke" Evers                   |               |
| Michael Pataki     | Nicolai Koloff                      |               |
| Rocky Krakoff      | Rocky Jr.                           |               |
| David Lloyd Austin | Mijaíl Gorbachov                    | No acreditado |
| George Rogan       | Sergei Rimsky                       |               |
| Sylvia Meals       | Mary Anne Creed                     |               |

## Producción
Wyoming fue el lugar para el campo congelado de la URSS. La pequeña granja donde Rocky vivía y entrenaba era en Jackson Hole, y el Parque nacional de Grand Teton fue utilizado para filmar la mayoría de las escenas de exterior en la Unión Soviética. El PNE Agrodome en Hastings Park en Vancouver, Columbia Británica, sirvió como localización para la pelea soviética de Rocky.
Sylvester Stallone declaró que las escenas originales de los golpes entre él y Dolph Lundgren en la primera porción de la pelea son auténticos, Stallone quería capturar una escena realista y Lundgren aceptó que ellos podían entrar en legítima pelea. Un particular puñetazo forzoso de Lundgren al pecho de Stallone impactó su corazón contra la costilla, causando que el corazón se hinchara. Stallone, sufriendo de respiración fatigosa y una presión sanguínea encima de doscientos, fue llevado en vuelo del set de Canadá al Hospital de St. John en Santa Mónica y fue forzado a estar en cuidados intensivos por ocho días. Stallone después comentó que creía que Lundgren tenía la habilidad atlética y talento para pelear en la división de boxeo profesional de pesos completos.
Adicionalmente, Stallone dijo que Lundgren casi logró que Carl Weathers renunciara a la mitad de la filmación de la pelea entre Apollo y Drago. En un momento de la filmación de la escena, Lundgren arrojó a Weathers al esquinero del cuadrilátero de boxeo. Weathers gritó profanidades a Lundgren mientras dejaba el cuadrilátero y anunciando que iba a llamar a su agente para renunciar a la película. Solo después de que Stallone forzara a los dos actores a reconciliarse hizo que la película continuara. Este evento causó un descanso de cuatro días mientras Weathers fue convencido de seguir grabando y que Lundgren acordara bajar el tono de su agresividad. Aunque años después los actores negaron dicho acontecimiento.

## Fechas de estreno mundial
| País                                                                          | Fecha de estreno                  |
| ----------------------------------------------------------------------------- | --------------------------------- |
| Alemania                                                                      | Jueves 13 de febrero de 1986      |
| Argentina                                                                     | Jueves 20 de febrero de 1986      |
| Australia                                                                     | Jueves 19 de diciembre de 1985    |
| Austria                                                                       | Viernes 14 de febrero de 1986     |
| Bélgica                                                                       | Miércoles 22 de enero de 1986     |
| Belice · Costa Rica · El Salvador · Guatemala · Honduras · Nicaragua · Panamá | Miércoles 12 de febrero de 1986   |
| Brasil                                                                        | Jueves 6 de febrero de 1986       |
| Chile                                                                         | Viernes 7 de marzo de 1986        |
| Colombia                                                                      | Jueves 20 de marzo de 1986        |
| Dinamarca                                                                     | Viernes 14 de febrero de 1986     |
| Ecuador                                                                       | Miércoles 26 de marzo de 1986     |
| Egipto                                                                        | Lunes 18 de agosto de 1986        |
| España                                                                        | Viernes 7 de marzo de 1986        |
| Estados Unidos · Canadá                                                       | Miércoles 27 de noviembre de 1985 |
| Filipinas                                                                     | Sábado 11 de enero de 1986        |
| Finlandia                                                                     | Viernes 14 de febrero de 1986     |
| Francia                                                                       | Miércoles 22 de enero de 1986     |

| País                 | Fecha de estreno                |
| -------------------- | ------------------------------- |
| Grecia               | Jueves 30 de enero de 1986      |
| Hong Kong            | Martes 18 de febrero de 1986    |
| Israel               | Viernes 31 de enero de 1986     |
| Italia               | Viernes 14 de febrero de 1986   |
| Jamaica              | Miércoles 2 de abril de 1986    |
| Japón                | Sábado 14 de junio de 1986      |
| Líbano               | Viernes 21 de febrero de 1986   |
| Malasia              | Jueves 12 de diciembre de 1985  |
| México               | Jueves 6 de marzo de 1986       |
| Noruega              | Jueves 13 de febrero de 1986    |
| Nueva Zelanda        | Jueves 26 de diciembre de 1985  |
| Países Bajos         | Jueves 20 de marzo de 1986      |
| Perú                 | Jueves 20 de marzo de 1986      |
| Portugal             | Viernes 31 de enero de 1986     |
| Puerto Rico          | Jueves 19 de diciembre de 1985  |
| Reino Unido Irlanda  | Viernes 24 de enero de 1986     |
| República Dominicana | Miércoles 26 de febrero de 1986 |
| Singapur             | Jueves 12 de diciembre de 1985  |
| Sudáfrica            | Viernes 6 de diciembre de 1985  |
| Suecia               | Viernes 31 de enero de 1986     |
| Suiza                | Viernes 24 de enero de 1986     |
| Tailandia            | Sábado 21 de diciembre de 1985  |
| Taiwán               | Sábado 1 de febrero de 1986     |
| Uruguay              | Jueves 27 de febrero de 1986    |
| Venezuela            | Miércoles 19 de febrero de 1986 |